# Ministerie van Arbeid, Werkgelegenheid en Jeugdzaken
Het ministerie van Arbeid, Werkgelegenheid en Jeugdzaken was tot 2025 een ministerie in Suriname dat zich richt op werkgelegenheid, arbeidsbescherming, menswaardig werk en goede arbeidsverhoudingen.
Het werd op 27 januari 1970 opgericht als ministerie van Arbeid en Volkshuisvesting. Door de jaren heen veranderde de taakstelling en daardoor ook de naam van het ministerie, tot het in 1984 teruggebracht werd tot alleen Arbeid. In 2000 werden de bevoegdheden uitgebreid met Milieu en Technologische Ontwikkeling. Formeel was dit in februari 2002 afgerond. Sinds april 2015 is er weer alleen sprake van een ministerie van Arbeid. In 2020 werd de helft van het ministerie van Sport- en Jeugdzaken naar dit ministerie overgeheveld.
Tot het ministerie behoren de Stichting Productieve Werkeenheden (SPWE), Stichting Arbeidsmobilisatie en Ontwikkeling (SAO), Stichting Scholingsinstituut voor de Vakbeweging (SIVIS) en Suriname Hospitality and Tourism Training Centre (SHTTC).
Op het gebied van arbeidszaken krijgt het minister gewild of ongewild advies van het Arbeidsadviescollege (AAC).